# 马塞洛·穆斯托
马塞洛·穆斯托（Marcello Musto，1976年4月14日—）是加拿大约克大学的社会学教授，也是替代理论实验室的创始主任。他是全球公认的对过去十年马克思研究的复兴做出重大贡献的作者之一。他的研究兴趣还包括社会主义思想、劳工运动史和替代社会经济体系思想。他是《马克思的晚年岁月》的作者，他的主要著作包括四本单行本，12本编辑本，以及50多篇期刊文章和书籍章节。至今，他的作品在世界各地被翻译成25种语言。

## 教育与就业经历
马塞洛·穆斯托拥有那不勒斯东方大学政治系学士学位和硕士学位，以及哲学政治博士学位。后就读于尼斯大学索菲亚·安提波利斯分校，在其导师安德烈·托塞尔的指导下获得哲学博士学位。
2014年，他被任命为约克大学社会学系的社会学理论助理教授。2016年晋升为副教授，2020年晋升为教授。他在世界各地担任多项客座教授，包括比萨大学、赫尔辛基大学、立教大学、人类科学之家基金会和罗马大学，并担任南京大学哲学系长期兼职教授。他的研究得到了来自七个国家的资助机构的支持，包括加拿大社会科学与人文研究委员会授予的“卡尔·马克思《资本论》的全球历史”合作发展基金。
穆斯托在20多个国家的150个特邀讲座和会议发言中传播了他的思想。他定期向一些日报和网络报纸投稿，包括《政治家》、《晚邮报》、《宣言报》、《真理报》和《雅各布》。他还是帕尔格雷夫-麦克米伦出版社的《马克思、恩格斯、马克思主义》丛书的编辑，以及劳特里奇出版社的《资本主义的批判和替代》丛书的编辑。

## 学术著作
在《另一个马克思：从早期手稿到国际工人协会》（2018年）中，Musto使用了最新获得的马克思恩格斯全集历史考证版本的文本，他为此专门撰写了几篇文章，对马克思的后黑格尔哲学、唯物主义历史观、研究方法、工人阶级自我解放和革命理论等思想进行了批判性的重新审查。在这本书中，马克思对历史的唯物主义概念、研究方法、工人阶级的自我解放和革命理论进行了阐述。本书分为三个部分--"思想影响和早期写作"、"政治经济学批判 "和 "政治斗争"--强调了马克思的批判理论与20世纪许多马克思主义的教条主义之间的鸿沟。这部作品对马克思持续参与政治经济学以及他从年轻时到国际工人协会的政治承诺进行了原创性的描述。
《马克思的晚年岁月（2020）》专注于1881-1883年间，是对马克思生命中最后几年的理论见解进行重新评估的著作。穆斯托以此打破了马克思在晚年不再写作的误区，并挑战了长期以来学术界对马克思的诸多成见，例如马克思身为“欧洲中心论“经济思想家的标签，以及其对阶级冲突过度侧重一说。穆斯托在此书中认为，马克思在晚年仍在拓展他的研究，并涉及到了早年未曾涉及的学术领域、政治冲突、理论问题、以及地理区域。其中包括马克思对人类学发现的分析，对前资本主义社会公社所有制的研究，对俄罗斯民粹主义斗争表示的支持，还有对在印度，爱尔兰、阿尔及利亚和埃及猖獗的殖民压迫行为做出的批评。对于穆斯托来说，从马克思晚年未发表或之前被忽略的手稿和笔记中，我们可以看到一个与当代批评家和追随者所代表的马克思截然不同的作者形象。
在穆斯托的大量编辑著作中，有四本因其严谨性和高水平的学术研究而受到特别赞扬。其中，《马克思的<大纲>：<政治经济学批判大纲>150年》被认为是马克思代表作《资本论》的预备手稿合集（Grundrisse）最完整的参考文献之一。这本书展示了1857年至1858年间这篇未完成手稿对理解《资本论》的重要性，并分析了为什么马克思在其其他著作中没有深入发展的某些问题反思对于全面理解他的思想是重要的。穆斯托和诸多该领域的国际专家们也强调了马克思主义范畴对于当代社会持续的解释力。该书册的第三部分专注于“Grundrisse在世界范围内的传播与接收“，重构了人们在历史不同的节点对Grundrisse做出的理解与翻译，被描述为一次”美妙的学术狂热“。 该书与作者其后出版的系列丛书《150年后的马克思资本论——资本主义的批判与替代》（2019年）以及《马克思与资本论：评价、历史、接受》共同组成了系统研究《资本论》的三部曲。
《劳动者团结起来！150年后回顾国际工人协会（2014）》是有史以来第一部关于国际工人协会的地址、决议、和原文件的合集作品。在本书的长篇引言中，穆斯托阐明了工人运动历史的基础，并提出了不同于正统马克思列宁主义思想中所描述的“第一国际“的形成过程：”第一国际“不仅是马克思单人的创造，而是一个具有多派政治倾向，并且同时争夺政治霸权的复杂组织。对于穆斯托来说，”第一国际帮助工人认识到，劳动解放不可能在一个国家中实现，而是一个全球的目标。同时他们意识到，他们必须通过自身的组织能力实现目标，而不是将其委托给其他力量；同时，他们必须克服资本主义的生产方式和雇佣劳动，因为现有制度的改善尽管有必要进行，但仍不能消除对寡头统治者（雇主）的依赖。”
《马克思复兴：关键概念和新见解（2020）》通过当代一些最杰出的马克思主义学者的22篇论文，强调了马克思的当代意义。它们指出了马克思思想因时代变革，其理论需要最大程度更新的，以及为什么马克思主义在当今世界仍具有如此重要的意义的原因。在该书的序言，穆斯托认为，研究的进展以及政治环境的变化表明，对马克思思想解释的更新是一种注定要继续的现象。穆斯托在“共产主义”一章中提到，在他的后资本主义社会愿景中，“马克思对个人自由赋予了基本价值，他的共产主义与他的许多前辈所设想的阶级平等，以及后辈所追求的经济统一，有着根本性的不同。”
穆斯托最新著作是《卡尔·马克思：异化论文献选集（2021）》。在本书引言中，他指出许多作者错误地将对异化论的理解基于马克思的早期著作。相比之下，穆斯托将分析重点聚焦于马克思的“第二代”异化论作品上，即《Grundrisse》和《“《资本论》第一卷第六章未发表章节”中的内容，并认为，马克思后期经济著作中所包含的思想远比早起哲学手稿中的更为广泛和丰富。对于穆斯托来说，这些理论的传播不仅为在二十世纪下半叶主导社会学和心理学的异化概念铺平了道路，并提供了“一种反资本主义的概念，旨在克服实践的异化。”
除了他的众多著作外，穆斯托还在许多期刊上发表了他对马克思主义、社会主义理论、进步社会运动和左翼政党的贡献，包括《国际社会历史评论》、《当代社会学》、《批判社会学》、《科学与社会》和《劳动史》。在俄罗斯入侵乌克兰后最近写的一篇题为“战争与左翼：对一段波折历史的思考”的文章中，他写道，“战争传播了一种暴力意识形态，通常与使工人运动分裂的民族主义情绪结合在一起.他们很少支持自我管理和直接民主的做法，反而增加了专制机构的权力。如果左翼希望重回霸权，并表明自己有能力利用其历史完成今天的任务，就需要在其旗帜上不可磨灭地写下‘反军国主义’和‘不要战争！’的愿景” .

## 著作集

### 著作书籍
- The Last Years of Karl Marx: An Intellectual Biography, Stanford University Press, 2020. (Translated into Italian, Tamil, Portuguese [Brazil], Korean, German, Japanese, Arabic, Persian, Spanish, Portuguese [Portugal], Catalan, Hindi, Turkish, Chinese, Indonesian, French, Telugu, Greek, Bengali)
- Another Marx: Early Manuscripts to the International, Bloomsbury Academic, 2018. (Translated into Japanese, Bengali, Chinese, Indonesian)
- Karl Marx. Biografia intellettuale e politica, 1857-1883 [Karl Marx: Intellectual and Political Biography, 1857-1883], Einaudi, 2018. ( Translated into Hungarian, Portuguese)
- Ripensare Marx e i marxismi. Studi e saggi [Rethinking Marx and Marxisms: Studies and Essays], Carocci, 2011. (Translated into Korean, Portuguese)

### 编辑书籍
- Marx and 'Le Capital': Evaluation, History, Reception, Routledge, 2022.
- Rethinking Alternatives with Marx: Economy, Ecology and Migration, Palgrave Macmillan, 2021. (Translated into Italian).
- Karl Marx's Writings on Alienation, Palgrave Macmillan, 2021. (Translated into Italian, Kurdish)
- The Marx Revival: Key Concepts and New Interpretations, Cambridge University Press, 2020. (Translated into Italian, Korean, Catalan, Portuguese, Hindi)
- (With S. Gupta and B. Amini) Karl Marx's Life, Ideas, and Influences: A Critical Examination on the Bicentenary, Palgrave Macmillan, 2019.
- Marx's Capital after 150 Years: Critique and Alternative to Capitalism, Routledge, 2019. (Translated into Italian)
- (With G. Comninel and V. Wallis) The International After 150 Years: Labour Versus Capital, Then and Now, Routledge, 2015.
- Workers Unite! The International 150 Years Later, Bloomsbury Academic, 2014. (Translated into Italian, Portuguese, Tamil, Telugu, Hindu, Spanish, French, Japanese)
- Marx for Today, Routledge, 2012. (Translated into Spanish [Argentina], Chinese, Spanish [Spain])
- Karl Marx, Introduzione alla critica dell’economia politica [Introduction to the Critique of Political Economy], Quodlibet, 2010.
- Karl Marx's Grundrisse: Foundations of the Critique of Political Economy 150 Years Later, Routledge, 2008. (Translated into Persian, Chinese, Italian, Spanish)
- Sulle tracce di un fantasma. L’opera di Karl Marx tra filologia e filosofia [In the Tracks of a Spectre: The Work of Karl Marx between Philology and Philosophy], Manifestolibri, 2005. (Translated into Spanish)

### 中文书目
- 另一个马克思, 从早期手稿到国际工人协会, 中国人民大学出版社, 2022
- 马克思的晚年岁月，人民出版社，2021
- 今日马克思，中国人民大学出版社， 2019
- 马克思的《大纲》- 《政治经济学批判大纲》150年，中国人民大学出版社，2011